# Стандартно време
Стандартно време е синхронизацията на времето в различни географски местоположения в рамките на един часова зона, като обикновено се базира на меридиана в центъра на часовата зона. Исторически погледнато, това помага в процесите за прогнозиране на времето и пътуванията между различните часови зони. Концепцията се утвърждава през 19 век. Локалното време е зададено се определя със сравнително кръгло отместване спрямо средно гринуичко време (GMT). Когато се използва лятно часово време, терминът стандартно време обикновено се отнася до времето, без да се компенсира за лятно часово време.
Приемането на Стандартно време, заради неразделна кореспонденцията между време и географска дължина, затвърждава концепциите за разделяне наполовина на земното кълбо в източно и западното полукълбо, с един основен (нулев) меридиан.